# Cil'na
Cil'na (in russo  Цильна?; In lingua ciuvascia: Чӑнлӑ) è un villaggio operaio della Russia europea, situato nel rajon Cil'ninskij dell'oblast' di Ul'janovsk.
Si trova 47 km a nord-nord-ovest di Ul'janovsk, 15 km a nord-est di Bol'šoe Nagatkino (centro distrettuale) e a pochi chilometri dalla riva sinistra dello Svijaga.